# 恵王 (楚)
恵王（けいおう）は、春秋時代の楚の王。姓は羋、氏は熊。諱は章。昭王の子。簡王の父。

## 生涯
昭王27年（紀元前489年）、呉が陳を攻撃したため、昭王は軍を動員して陳の救援に向かった。7月、陣中で昭王が病に倒れて薨去すると、章は子西（公子申）と子期（公子結）に迎えられて楚王に擁立された。これが恵王である。恵王は軍を撤退させて、昭王を葬った。
恵王2年（紀元前487年）、従兄弟の白公勝（太子建の子）が呉から帰国した。恵王3年（紀元前486年）、陳が呉についたため、恵王は軍を動員して陳を攻撃した。恵王4年（紀元前485年）、子期が軍を率いて陳を攻撃した。恵王7年（紀元前482年）、子西が軍を率いて陳を攻撃した。恵王9年（紀元前480年）、子西と子期が呉を攻撃し、桐汭に達した。
恵王10年（紀元前479年）、白公勝が反乱を起こした。白公勝は子西と子期を殺し、恵王を拉致して高府に置いた。恵王の従者の圉公陽が王を背負って昭王夫人宮に脱出した。葉公（沈諸梁）が蔡から帰国して国人とともに白公勝を攻めると、白公勝は山に逃れて自ら縊死した。
恵王11年（紀元前478年）、楚の公孫朝が軍を率いて陳を包囲し、これを滅ぼした。この年、子西の子の子国を令尹に任じた。
恵王12年（紀元前477年）、巴人が楚を攻撃し、鄾を包囲した。楚の公孫寧・呉由于・蔿固が巴軍を鄾で撃破した。恵王13年（紀元前476年）春、越が楚に侵攻してきた。公子慶と公孫寛が越軍を追撃したが、冥まで達して追いつけず退却した。秋、楚の沈諸梁が東夷を攻撃し、三夷の男女と敖で盟を交わした。このころ呉王夫差の勢力が強大で、斉や晋を侮るほどであり、楚にも侵入してきた。
恵王16年（紀元前473年）、越王勾践が呉を滅ぼすと、楚の東方進出の障害が取り除かれた。
恵王42年（紀元前447年）、楚は蔡を滅ぼした。恵王44年（紀元前445年）、楚は杞を滅ぼし、秦と和平を結んだ。恵王時代の楚は東方に領土を広げて、泗水のほとりにまで達した。
恵王57年（紀元前432年）、恵王は薨去した。在位57年。